# Shenyang J-8
De Shenyang J-8 (Chinees: 歼-8) (NAVO-codenaam: Finback) is een in China gebouwde eenzitsgevechtsvliegtuig. Hij heeft twee Liyang Wopen turbojet motoren, en haalt een topsnelheid van Mach 2,2. De J-8 wordt de komende jaren vervangen door de Shenyang J-10 en Shenyang J-11.

## Ontwikkeling
Het ontwerpen van het vliegtuig begon in 1964 en was het eerste in China ontwikkelde vliegtuig. Ondanks dat met er vroeg mee begon, kwam het toestel pas in 1979 in productie en in 1980 in dienst. De basis is een vergroting van de MiG-21 met twee Wopen-7A motoren. Ondanks dat het toestel nog niet zo lang in dienst is, bleef hij onhandelbaar, zeker in verhouding tot de oudere Sovjet toestellen. De originele gevechtsavionica werd al snel vervangen door weersbestendige, en kreeg de aanduiding J-8I. De latere J-8E had verbeterde systemen voor elektronische oorlogvoering. In 1982 werd begonnen met een nieuw ontwerp om de onsuccesvolle J-8 op te volgen, de J-8II.
De J-8II (Finback-B) series lijken behoorlijk anders dan de originele J-8, met een nieuwe romp voor, andere luchtinlaat en neusstructuur, die meer leek op de Soechoj Su-15. J-8II's worden aangedreven door Wopen-13A motoren. Men hoopte de productie J-8B uit te rusten met de Amerikaanse AN/APG-66(V) radar, maar dit bleek niet meer mogelijk na de Tiannanmen-protesten van 1989. Ten minste 30 J-8B's zijn door de Marine omgebouwd tot J-8D standaard, met een buis voor bijtanken in de lucht vanuit de Xi'an H-6DU tankvliegtuigen.
De J-9IIM, die voor het eerst in 1996 vloog, is een nog betere versie is volgens sommigen vergelijkbaar met de vroege versies van de F/A-18 Hornet en de Mirage 2000. Een belangrijke verbetering voor de J-8II is de Russische Zjoek-8II radar. China of andere landen, die de aanduiding F-8IIM zouden krijgen, hebben geen orders geplaatst.
De J-8H heeft WP-13B turbojets met KLJ-1 (Type 1471) vuurleidingsradar. Met die radarupgrade is het mogelijk om de SD-10 raket mee te nemen. De J-8F, met "glazen cockpit" en verbeterde lucht-grond capaciteiten met de Ch-31 antiradarraket, is ook gedemonstreerd. Nieuwe J-8H/F's hebben een verbeterd Type-02 airframe. Het Type-02 frame is zwaarder, maar kan ook grotere g-krachten verdragen.